# جمهورية كوريا الثانية
كانت جمهورية كوريا الثانية حكومة كوريا الجنوبية من أبريل 1960 إلى مايو 1961.
تأسست الجمهورية الثانية خلال الاحتجاجات الجماهيرية لثورة أبريل ضد الرئيس سينغ مان ري، عقب الجمهورية الأولى وتشكيل حكومة برلمانية في عهد الرئيس ين بو سون ورئيس الوزراء تشانغ ميون. أنهت الجمهورية الثانية سلطوية ري وقمعه، وشكّلت ديمقراطية ليبرالية، وصاغت الخطط الخمسية الأولى لتطوير الاقتصاد المهمَل. أدى فشل الجمهورية الثانية في حل المشاكل السياسية والاقتصادية لكوريا الجنوبية إلى عدم الاستقرار، وبعد ثلاثة عشر شهرًا أطاح بها جيش كوريا الجنوبية في انقلاب 16 مايو بقيادة باك تشونغ هي. استُبدلت بالجمهورية الثانية حكومة عسكرية مؤقتة بقيادة المجلس الأعلى لإعادة البناء الوطني، ما أدى إلى إنشاء جمهورية كوريا الثالثة.
كانت الجمهورية الثانية قصيرة العمر الحكومة الوحيدة القائمة في ظل نظام برلماني في تاريخ كوريا.

## التأسيس
تأسّست جمهورية كوريا الأولى منذ عام 1948 في عهد الرئيس سينغ مان ري الذي يُعدّ على نطاق واسع فاسدًا وديكتاتورًا استغل صلاحياته الرئاسية للحفاظ على حكمه ومحاباة أصدقائه. على الرغم من أن الجمهورية الأولى كانت ديمقراطية تمثيلية رسميًا، تبنّى ري موقفًا مناهضًا للشيوعية بشدة واستخدم تهديد الشيوعية لسنّ سياسة قمع شديدة ضد كل المعارضة السياسية. قلّ تسامح ري وحكومته التي يسيطر عليها الحزب الليبرالي من منتصف خمسينيات القرن العشرين وحتى أواخرها، إذ تزايد استياء شعب كوريا الجنوبية من القمع والتنمية الاقتصادية والاجتماعية المحدودة. في أبريل 1960، أطاحت بري الاحتجاجات واسعة النطاق المعروفة باسم «ثورة أبريل» ردًا على اكتشاف مقتل طالب في المدرسة الثانوية على يد الشرطة خلال المظاهرات ضد ري والانتخابات المزورة في مارس.
بعد سقوط ري، تولّت حكومة تصريف الأعمال السلطة فترة وجيزة برئاسة هيو جيونغ رئيسًا للوزراء حتى إجراء انتخابات برلمانية جديدة في 29 يوليو 1960.
عملت الجمهورية الثانية في ظل نظام برلماني، إذ كان رئيس وزراء كوريا الجنوبية رئيسًا للحكومة ورئيس كوريا الجنوبية رئيسًا للدولة. بسبب استغلال ري للسلطة، قُلّصت سلطة الرئيس تقليصًا كبيرًا جعل منه رئيسًا صوريًا ينتخبه مجلسا الهيئة التشريعية. السلطة الفعلية منوطة برئيس الوزراء الذي تنتخبه الجمعية الوطنية. كانت الجمهورية الثانية المثال الأول والوحيد في كوريا الجنوبية عن حكومة تستخدم نظام مجلس الوزراء بدلًا من النظام الرئاسي.
استحوذ الحزب الديمقراطي -الذي كان في صفّ المعارضة خلال الجمهورية الأولى- على السلطة بسهولة، وأصبح خصمُ ري السابق تشانغ ميون رئيسًا للوزراء. تألفت الهيئة التشريعية الجديدة من مجلسين؛ كان مجلس العموم هو المجلس الأدنى ومجلس الشيوخ هو المجلس الأعلى. انتُخب ين بو سون رئيسًا ثانيًا لكوريا الجنوبية في 13 أغسطس 1960. وقعت السلطة الفعلية آنذاك على عاتق رئيس الوزراء ومجلس الوزراء اللذين انتخبتهما الجمعية الوطنية.

## السياسة

### الحرية
ألغت الجمهورية الثانية القيود الصارمة التي كانت مفروضة على حرية التعبير السياسي في ظل نظام ري، ونتيجة لذلك، عادت الحرية وازداد النشاط السياسي لدى الجماعات اليسارية والطلابية التي لعبت دورًا كبيرًا في الإطاحة بالجمهورية الأولى. تنامت عضوية النقابات بسرعة خلال الأشهر الأخيرة من عام 1960. وتشير التقديرات إلى تنظيم نحو 2000 مظاهرة خلال ثمانية أشهر من الجمهورية الثانية.
نفّذت حكومة تشانغ بضغط من اليسار سلسلةً من عمليات التطهير على مسؤولي الجيش والشرطة الذين تورّطوا في الأنشطة المعادية للديمقراطية أو الفساد خلال الجمهورية الأولى. صدر قانون خاص في هذا الصدد في 31 أكتوبر 1960. خضع للتحقيق نحو 40,000 شخص؛ من بين هؤلاء، جرت تصفية أكثر من 2200 مسؤول حكومي و 4000 ضابط شرطة. بالإضافة إلى ذلك، نظرت الحكومة في تقليص حجم الجيش الكوري الجنوبي بمقدار 100,000 على الرغم من تأجيل هذه الخطة.

### الاقتصاد
واجهت حكومة الجمهورية الثانية تزايد عدم الاستقرار من الناحية الاقتصادية أيضًا، إذ شهدت هذه الفترة ارتفاعًا في معدلات البطالة وأسعار البيع بالجملة. خسر الوون نصف قيمته مقابل الدولار الأمريكي بين خريف 1960 وربيع 1961. وضعت الحكومة خطة اقتصادية خمسية قائمة على الزراعة والصناعة الخفيفة لتقليل البطالة، رغم أنها لم تكن قادرة على العمل بها قبل سقوطها.

### العلاقات الخارجية
استأنفت حكومة تشانغ المفاوضات لتطبيع العلاقات الدبلوماسية بين كوريا واليابان التي لم تتطور في ظل نظام ري القائم منذ نهاية الحكم الياباني. أقامت الجمهورية الثانية علاقات دبلوماسية مع العديد من البلدان الجديدة، إذ حضر سوهن وون ييل -أول سفير إلى ألمانيا الغربية- مراسم استقلال الكاميرون وتوغو وغينيا ومالي والمغرب ونيجيريا.

## الانهيار
عانت الجمهورية الثانية العديد من المشاكل السياسية والاقتصادية والاجتماعية الجديدة والموروثة من الجمهورية الأولى. تسبّب الفشل في معالجة المشاكل بشكل صحيح في ازدياد عدم الاستقرار السياسي، إذ أدى الاقتتال بين الفصائل داخل الحزب الديمقراطي، إلى جانب نشاط جماعات المعارضة والنشطاء، إلى انهيار السياسة في كوريا الجنوبية.